# Oleksandr Hodynjuk
Oleksandr Olehowytsch Hodynjuk (ukrainisch Олександр Олегович Годинюк, russisch Александр Олегович Годынюк Alexander Olegowitsch Godynjuk; * 27. Januar 1970 in Kiew, Ukrainische SSR, Sowjetunion) ist ein ehemaliger ukrainischer Eishockeyspieler und derzeitiger -trainer, der während seiner aktiven Karriere zwischen 1986 und 2001 unter anderem 223 Spiele für die Toronto Maple Leafs, Calgary Flames, Florida Panthers und Hartford Whalers in der National Hockey League auf der Position des Verteidigers bestritten hat.

## Karriere
Hodynjuk entstammte der Nachwuchsakademie von Sokil Kiew. Für die Herrenmannschaft spielte er bis zum Fall des Eisernen Vorhangs in der Wysschaja Liga. Bereits ein Jahr zuvor war der Verteidiger im NHL Entry Draft 1990 in der sechsten Runde an 115. Stelle von den Toronto Maple Leafs ausgewählt worden.
Die Leafs holten den Ukrainer im Verlauf der Saison 1990/91 nach Nordamerika, wo er sich schnell durchsetzte. Nach einem knappen Jahr in der kanadischen Metropole wurde er Teil eines großen Transfergeschäfts. Gemeinsam mit Craig Berube, Gary Leeman, Michel Petit und Jeff Reese wechselte Hodynjuk zu den Calgary Flames, die als Ausgleich Doug Gilmour, Jamie Macoun, Ric Nattress, Rick Wamsley und Kent Manderville erhielten. Auch das Engagement in Calgary war für den Abwehrspieler nicht von langer Dauer. Nach dem Ende der Spielzeit 1992/93 beließen die Flames ihn für den NHL Expansion Draft 1993 ungeschützt, wodurch er von den neu gegründeten Florida Panthers ausgewählt wurde.
Die Panthers zeigten sich von ihrer Akquisition aber wenig beeindruckt und tauschten ihn noch im Dezember 1993 gegen Jim McKenzie von den Hartford Whalers aus. Dort wurde der Verteidiger schließlich über einen längeren Zeitraum sesshaft. Im Sommer 1997 erfolgte ein erneuter Transfer. Gemeinsam mit einem Sechstrunden-Wahlrecht im NHL Entry Draft 1998 verließ Hodynjuk das Team in Richtung St. Louis Blues. Die Carolina Hurricanes – so der Name des Franchises, das die Geschäfte der Whalers im selben Sommer übernommen hatte – erhielten dafür Steve Leach. Die Blues schoben den Defensivspieler umgehend in die International Hockey League ab, wo er mit deren Farmteam Chicago Wolves am Saisonende den Turner Cup gewann.
Anschließend kehrte Hodynjuk nach Europa zurück. Zunächst verbrachte er eine Spielzeit beim SC Bern in der Schweizer Nationalliga. Von 1999 an bis zum Jahr 2001 lief er dann für die Eisbären Berlin in der Deutschen Eishockey Liga auf. Am 10. Oktober 2001 beendete er offiziell seine aktive Karriere.
Direkt im Anschluss übernahm Hodynjuk zur Saison 2001/02 den Assistenztrainerposten bei den Greensboro Generals aus der East Coast Hockey League. Dort wurde er im Februar 2002 nach der Entlassung von Graeme Townshend zum Cheftrainer befördert. Nach dem Ende der Spielzeit übte er bis zum Jahr 2011 keine derartige Position mehr aus, ehe ihn der ukrainische Eishockeyverband Federazija chokeju Ukrajiny verpflichtete. Dort betreute er bis nach der U18-Junioren-Weltmeisterschaft 2012 die U18-Auswahl. Im selben Jahr übernahm er auch die Betreuung der U20-Auswahl, die lediglich durch die zwischenzeitliche Beförderung zum Cheftrainer der Herren-Nationalmannschaft im Rahmen der Weltmeisterschaft 2015 unterbrochen wurde. Parallel betreute er in der Saison 2015/16 auch den russischen Zweitligisten HK Sokol Krasnojarsk.

### International
Als Spieler lief Hodynjuk zunächst für die Juniorennationalmannschaft der UdSSR auf. So war er bei den U18-Junioren-Europameisterschaften 1987 und 1988 sowie den Junioren-Weltmeisterschaften 1989 und 1990 für das Team aktiv. Bei allen vier Turnieren gewann Hodynjuk jeweils eine Medaille – gekrönt vom Gewinn des Junioren-Weltmeistertitels im Jahr 1989. Darüber hinaus erhielt der gebürtige Ukrainer zahlreiche individuelle Auszeichnungen, darunter die Wahl zum besten Verteidiger des Turniers bei der Europameisterschaft 1987 und Weltmeisterschaft 1990. Im selben Jahr wurde er auch ins All-Star-Team der WM berufen.
Im Herrenbereich war Hodynjuk ausschließlich für sein Geburtsland Ukraine aktiv. Erstmals vertrat er die ukrainische Nationalmannschaft im November 1998 bei der Qualifikation zur Weltmeisterschaft 1999, die dabei auch gelang. Beim WM-Turnier im Mai 1999 lief Hodynjuk ebenfalls für die Nationalmannschaft auf.

## Erfolge und Auszeichnungen
- 1998 Turner-Cup-Gewinn mit den Chicago Wolves

### International
| - 1987 Bronzemedaille bei der U18-Junioren-Europameisterschaft - 1987 Bester Verteidiger der U18-Junioren-Europameisterschaft - 1988 Bronzemedaille bei der U18-Junioren-Europameisterschaft - 1989 Goldmedaille bei der Junioren-Weltmeisterschaft | - 1990 Silbermedaille bei der Junioren-Weltmeisterschaft - 1990 Bester Verteidiger der Junioren-Weltmeisterschaft - 1990 All-Star-Team der Junioren-Weltmeisterschaft - 2012 Aufstieg in die Gruppe B der Division I bei der U20-Junioren-Weltmeisterschaft der Division II, Gruppe A (als Cheftrainer) |